# Šemahinski rajon
Šemahinski rajon (azerski: Şamaxı rayonu) je jedan od 66 azerbajdžanskih rajona. Šemahinski rajon se nalazi u središtu Azerbajdžana. Središte rajona je Šemah. Površina Šemahinskog rajona iznosi 1.610 km². Šemahinski rajon je prema popisu stanovništva iz 2009. imao 91.605 stanovnika, od čega su 44.726 muškarci, a 46.879 žene.
Šemahinski rajon se sastoji od 50 općina.